# Ганс Міров
Ганс Міров (нім. Hans Mirow; 30 серпня 1895, Гамбург — 9 червня 1986, Бремен) — німецький військово-морський діяч, контрадмірал крігсмаріне (1 лютого 1943).

## Біографія
1 квітня 1914 року вступив на флот. Пройшов підготовку на важкому крейсері «Вітнета» і на навчальних курсах (1917). Учасник Першої світової війни. З вересня 1917 по березень 1918 року пройшов підготовку офіцера підводного флоту. З березня 1918 року — вахтовий офіцер на підводному човні U-43.
Після демобілізації армії залишений на флоті, служив в частинах берегової охорони. З 1 жовтня 1921 року — вахтовий офіцер на крейсері «Гамбург», з 23 вересня 1923 року — ад'ютант військово-морського відділу зв'язку у Вільгельмсгафені. З 30 березня 1926 року —командир навчального артилерійської човна «Гай», з 3 жовтня 1927 року — командир роти корабельної кадрованої дивізії «Остзе». З 6 листопада 1929 року — навігаційний офіцер на крейсері «Карлсруе». У травні 1931 року переведений у військово-морське училище в Мюрвіку і 14 вересня 1933 року приступив до виконання обов'язків інструктора і начальника курсу. З 20 вересня 1933 року — радник Відділу морської оборони ОКМ, з 26 серпня 1936 року — 1-й офіцер крейсера «Лейпциг».
29 листопада 1938 року знову переведений в ОКМ, де очолив групу військово-морських аташе. З 29 серпня 1940 року — командир легкого крейсера «Емден». 23 липня 1942 року призначений начальником штабу контрольної інспекції «Африка», зі штаб-квартирою в Касабланці, і начальником військово-морської контрольної комісії. Займався питаннями французького флоту, підконтрольного уряду Віші. З 10 грудня 1942 року — офіцер зв'язку ВМФ в Тулоні. З 1 лютого 1943 року — начальник Командного відділу Командного управління ОКМ. 4 лютого 1944 року був направлений у Францію, де прийняв посаду начальника берегових укріплень на Луарі, зі штаб-квартирою на найважливішій військово-морській базі у Франції — в Сен-Назері. 11 травня 1945 року взятий в полон союзниками. 9 липня 1948 року звільнений. 
У 1955-65 роках — федеральний представник морської служби в Бремергафені і Емдені.

## Нагороди
- Залізний хрест 2-го класу
- Нагрудний знак підводника (1918)
- Почесний хрест ветерана війни з мечами
- Медаль «За вислугу років у Вермахті» 4-го, 3-го, 2-го і 1-го класу (25 років)
- Медаль «У пам'ять 1 жовтня 1938»
- Іспанський хрест в сріблі (6 червня 1939)
- Застібка до Залізного хреста 2-го класу
- Залізний хрест 1-го класу
- Хрест Воєнних заслуг 2-го і 1-го класу з мечами
- Орден «За заслуги перед Федеративною Республікою Німеччина», офіцерський хрест (1965)